# 瓦茨瓦夫一世 (萊格尼察)
瓦茨瓦夫一世（波蘭語：Wacław I legnicki，約1318年—1364年6月2日），萊格尼察公爵，波列斯瓦夫三世的長子，1342年至1364年在位。

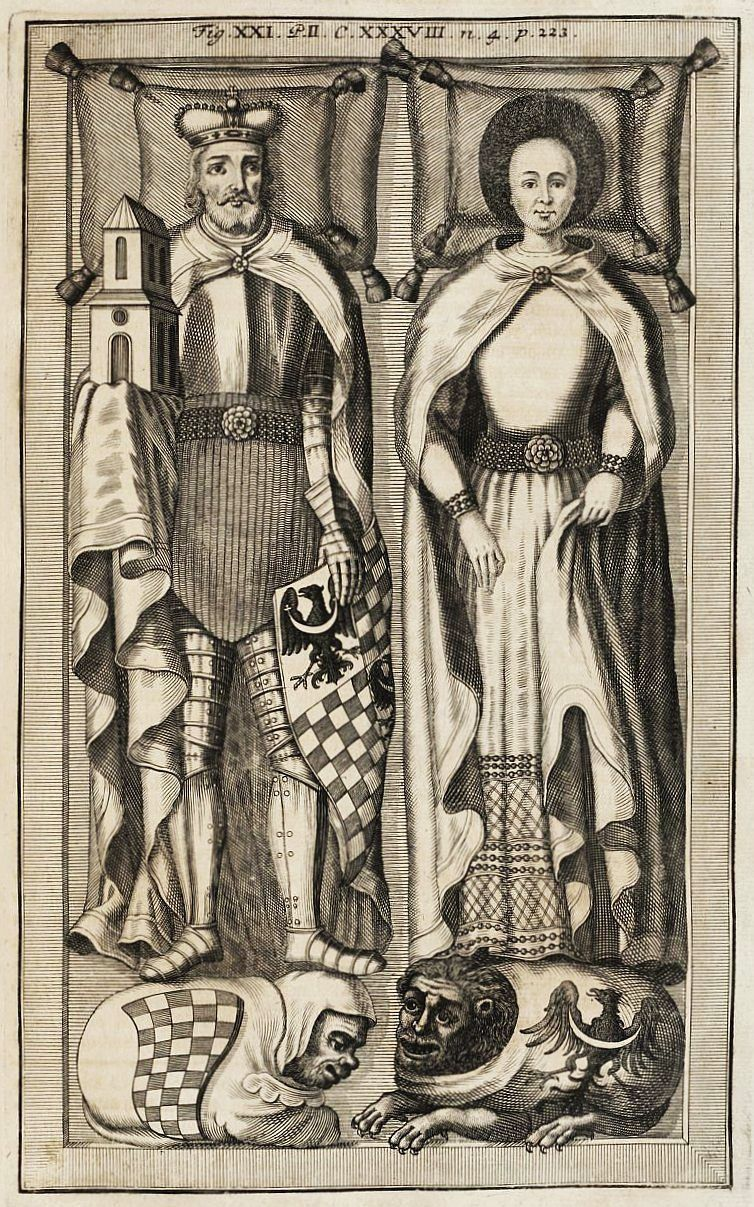

## 家庭
1338年左右，瓦茨瓦夫與切申公爵卡齊米日一世的女兒安娜結婚，兩人共有4子1女：
1. 魯普雷希特（1347年—1409年）
2. 瓦茨瓦夫（1348年—1419年）
3. 波列斯瓦夫（英语：Bolesław IV of Legnica）（約1349年—1394年）
4. 雅德薇加（英语：Hedwig of Legnica）（約1351年—1409年）
5. 亨里克八世（約1355年—1398年）